# Преднізон
Преднізон — синтетичний препарат з групи глюкокортикоїдних гормонів для парентерального, перорального та місцевого застосування. За хімічною структурою він є похідним кортизону та не містить фтору. Преднізон та преднізолон вперше виділені та ідентифіковані у 1950 році американським мікробіологом Артуром Нобайлом разом з групою співробітників, перший успішний синтез преднізону здійснив також Артур Нобайл у 1955 році у лабораторії компанії «Schering-Plough» разом з групою співробітників.

## Фармакологічні властивості
Преднізон — синтетичний препарат з групи глюкокортикоїдних гормонів. Препарат має протизапальну, протишокову, протиалергічну та імуносупресивну дію. Після проникнення всередину клітини преднізон взаємодіє зі специфічними рецепторами в цитоплазмі клітини та утворює комплекс, який зв'язується з ДНК та стимулює утворення мРНК, що призводить до змін утворень на рибосомах білків, що відповідають за властивості клітин. Преднізон стимулює синтез ліпокортину, що інгібує фермент фосфоліпазу А2, що призводить до пригнічення синтезу простагландинів та лейкотрієнів, що беруть участь у розвитку запальних реакцій. Преднізон стабілізує мембрани лізосом, інгібує синтез гіалуронідази та знижує синтез лімфокінів. Препарат має антипроліферативний ефект, обумовлений зниженням міграції моноцитів у вогнище запалення та гальмуванням проліферації фібробластів. Преднізон пригнічує активність ферменту колагенази, що попереджує деструкцію кісткової тканини та хрящів при ревматоїдному артриті. Протиалергічна дія преднізону обумовлена зменшенням кількості базофілів, порушенням дегрануляції опасистих клітин, та прямим зменшенням синтезу і секреції медіаторів негайної алергічної реакції. Гормон викликає інволюцію лімфоїдної тканини та розвиток лімфопенії, що призводить до імуносупресії. Метилпреднізолон збільшує кількість рецепторів у клітинах та підвищує їх чутливість до фізіологічно активних речовин (у тому числі до катехоламінів). Препарат зменшує кількість білків у плазмі крові, посилює катаболізм білків у м'язовій тканині. Препарат пригнічує всмоктування кальцію у шлунково-кишковому тракті та сприяє вимиванню його з кісток та збільшення екскреції кальцію з сечею. Гормон викликає інволюцію лімфоїдної тканини та розвиток лімфопенії, що призводить до імуносупресії. Преднізон збільшує кількість рецепторів у клітинах та підвищує їх чутливість до фізіологічно активних речовин (у тому числі до катехоламінів). Препарат зменшує кількість білків у плазмі крові, посилює катаболізм білків у м'язовій тканині. Препарат пригнічує всмоктування кальцію у шлунково-кишковому тракті та сприяє вимиванню його з кісток і збільшення екскреції кальцію з сечею. Преднізон затримує натрій та воду в організмі і сприяє виведенню калію з організму. Препарат сприяє синтезу ферментів у печінці, фібриногену, еритропоетину, сурфактанту, ліпомодуліну. Преднізон сприяє синтезу жирних кислот та тригліцеридів, викликає перерозподіл жиру (зниження відкладень жиру на кінцівках та збільшення відкладень жиру на верхній половині тулуба і обличчі). Препарат підвищує всмоктування вуглеводів у шлунково-кишковому тракті, сприяє мобілізації глюкози в кровотік та посиленню глюконеогенезу. Преднізон зменшує кількість у крові статевих гормонів, що може бути наслідком зменшення вироблення лютеїнізуючого гормону у гіпофізі та прямою дією препарату. Виявлена здатність препарату впливати на систему цитокінів, синтез яких має велике значення у розвитку запалення та імунорегуляції. Преднізон пригнічує вироблення цитокінів, які беруть участь у механізмах імунної відповіді, у тому числі беруть участь у Т-клітинному розпізнаванні антигенів. Преднізон стимулює секрецію соляної кислоти і пепсину у шлунку та може сприяти розвитку виразкової хвороби.

### Фармакокінетика
Преднізон як при пероральному, так і парентеральному застосуванні швидко та повністю всмоктується, біодоступність препарату складає 50—90 %. При прийомі всередину максимальна концентрація в крові спостерігається протягом 1-2 год. Преднізон швидко метаболізується в печінці до свого активного метаболіта преднізолона. Преднізолон майже повністю (на 90 %) зв'язується з білками плазми крові, та створює високі концентрації у більшості тканин організму. Метаболізується преднізолон переважно у печінці, а також у нирках, бронхах, тонкому кишечнику. Виводиться преднізолон з організму переважно нирками у вигляді неактивних метаболітів. Період напіввиведення преднізону складає 2-3 години, при застосуванні форм препарату зі сповільненим вивільненням період напіввиведення зростає до 6-6,5 годин. При порушеннях функції печінки та нирок спостерігається збільшення періоду напіввиведення преднізону.

## Показання до застосування
Преднізон застосовується при недостатності кори наднирників, при гіпоглікемічних станах; при системних захворюваннях сполучної тканини — ревматизмі, системному червоному вовчаку, системній склеродермії, вузликовому періартеріїті, дерматоміозиті, хворобі Бєхтєрєва; при захворюваннях крові — гемолітичній анемії, лімфогрануломатозі, агранулоцитозі та гранулоцитопенії, тромбоцитопенічній пурпурі, лейкеміях; при захворюваннях шкіри — екземі, багатоформній ексудативній еритемі, еритродермії, псоріазі, алопеції, себорейному дерматиті, міхурниці; а також з замісною метою — при адреногенітальному синдромі.
Перорально преднізолон застосовується при ревматологічних захворюваннях — системному червоному вовчаку, системній склеродермії, вузликовому периартеріїті, ревматоїдному артриті, хворобі Бєхтєрєва; при захворюваннях дихальної системи — бронхіальній астмі, саркоїдозі, несправжньому крупові у дітей; при ендокринологічних захворюваннях — первинній та вторинній недостатності кори наднирників, адреногенітальному синдромі, гіпоглікеміях; при алергічних захворюваннях — кропив'янці, атопічному та контактному дерматиті, токсикодермії, харчовій та медикаментозній алергічній реакції; при захворюваннях шкіри — міхурниці, герпетиформному дерматиті, екземі.

## Побічна дія
При застосуванні преднізону можуть спостерігатися наступні побічні ефекти:
- З боку шкірних покривів — петехії, синці, екхімози, стрії, потоншення шкіри, гіпер- або гіпопігментація, гірсутизм, телеангіоектазії.
- З боку травної системи — біль в епігастрії, панкреатит, стероїдні виразки шлунку та дванадцятипалої кишки.
- З боку нервової системи та органів чуттів — психічні розлади, стероїдна катаракта, латентна глаукома.
- З боку серцево-судинної системи — артеріальна гіпертензія.
- З боку ендокринної системи — може спостерігатися порушення толерантності до глюкози, цукровий діабет, порушення менструального циклу, уповільнення росту в дітей, затримка статевого розвитку в дітей, пригнічення гіпофізарно-наднирникової системи, хвороба Кушинга, ожиріння, затримка виведення води й натрію з організму, гіпокаліємія.
- З боку опорно-рухового апарату — при тривалому застосуванні спостерігаються остеопороз, атрофія м'язів, асептичний остеонекроз, переломи кісток.
- Інші побічні ефекти — зниження стійкості до інфекцій, порушення лейкоцитарної формули, підвищення ламкості судин, підвищення згортання крові, сповільнене заживлення ран.

## Протипокази
Абсолютним протипоказом для застосування преднізону є підвищена чутливість до препарату. Іншими відносними протипоказами до системного застосування препарату є загострення виразкової хвороби або пептичної виразки, остеопороз, хвороба Кушинга, ниркова недостатність, важка артеріальна гіпертензія, важка глаукома, системні мікози, схильність до тромбоемболії, активний туберкульоз, активні вірусні інфекції, в період вакцинації, при продуктивній симптоматиці при психічних захворюваннях.

## Форми випуску
Преднізон випускається у вигляді пігулок по 0,001; 0,002; 0,0025; 0,005; 0,01; 0,02 та 0,05 г; розчину для перорального застосування з вмістом діючої речовини 5 мг/5 мл у флаконах по 30, 120 і 500 мл; ректальні суппозиторіїв по 100 мг.